# Berry Brook
Der Berry Brook ist ein Wasserlauf in Oxfordshire, England. Er entsteht im Osten von Caversham und fließt in nordöstlicher Richtung bis zu seiner Mündung in die Themse südwestlich der Insel The Lynch.